# Football club sportif Rumilly
Le Football club sportif Rumilly peut désigner à la fois le club de rugby à XV et de football de la ville de Rumilly dans le département de la Haute-Savoie en France de 1942 à 2018.
Le club omnisports est fondé le 24 avril 1942 sur la fusion du Football Club Rumilly et du Club sportif rumilien, le premier étant voué au rugby, le second au football. Le Journal officiel de la République française reconnaît sa création le 25 mai 1945. Les deux clubs restent toutefois indépendants,,,.
- Football club sportif Rumilly (rugby à XV)
- Football club sportif Rumilly (football)

En 2018, les deux clubs changent de noms. Le club de football fusionne avec d'autres clubs voisins pour former le Groupement football de l'Albanais 74. Le club de rugby devient quant à lui le Rugby club Savoie Rumilly.